# Плесовская (Вельский район)
Плесовская — деревня в Вельском районе Архангельской области России. Входит в состав муниципального образования «Вельское».

## География
Расположена в южной части района на левом берегу реки Вага. Вплотную примыкает к восточной части Вельска. Ближайшие населённые пункты — Вельск, Головковская, Дюковская.

## История
Указана в «Списке населённых мест по сведениям 1859 года» в составе Вельского уезда Вологодской губернии. Насчитывала 11 дворов, 41 мужчину и 34 женщины. В деревне располагались два завода.
В материалах оценочно-статистического исследования земель Вельского уезда упомянуто, что в 1900 году в административном отношении деревня входила в состав Устьвельского сельского общества Устьвельской волости. На момент переписи в Плесовской находилось 20 хозяйств, в которых проживало 60 жителей мужского пола и 57 женского. Из них 29 мужчин и 13 женщин были грамотными, либо обучались грамоте. Площадь общинно-надельной земли составляла 149 десятин, из низ 81 десятина использовалась под пашню, на которой выращивались в основном рожь (24 десятины) и овёс (25 десятин), а под картофель было занято всего 1,2 десятины. 33 десятины использовалось для покоса, с которого собиралось по 3700 пудов сена, и 32 десятины были заняты под выгон скота. Жители деревни держали 16 лошадей, 51 корову, 10 свиней и 64 овцы. Промыслами занималось 32 человека, из которых 15 в своей деревне, 6 в городе Вельске, а остальные в других городах и уездах, в том числе в Москве и Петербурге.

## Население
| 1859 | 2002 | 2010 |
| ---- | ---- | ---- |
| 75   | ↗284 | ↘283 |